# موش پنبه‌ای
موش پنبه‌ای (نام علمی: Peromyscus gossypinus) نام یک گونه از سرده موش‌های آهویی است.